# Die Liebschaften der Käthe Keller
Die Liebschaften der Käthe Keller ist ein deutsches Stummfilmdrama aus dem Jahre 1919 von Carl Froelich mit Irmgard Bern in der Titelrolle einer amoralischen Glücksritterin.

## Handlung
Fürst Isensee ist Vater eines Sohnes namens Ottokar geworden. Doch er hat auch in einem anderen Bett gewildert, und so ist auch eine Hofdame namens von Pellet von ihm schwanger geworden. Um selbige schnellstmöglich loszuwerden, wird die junge Frau kurzerhand mit dem Oberförster Petrow, der einst vergebens um sie geworben hatte, verheiratet. Dieser nimmt an, als er später von ihrer Schwangerschaft erfährt, dass er der Vater des Kindes sei. Als die Wahrheit ans Licht kommt, lässt sich der Forstmeister wieder scheiden, und das Kind wird zur Erziehung zu Bekannten fortbegeben. Der Oberförster ist seitdem nicht mehr der Alte, er beginnt zu trinken. Nach drei Jahren kommt er durch den tödlichen Treffer eines Wilddiebes ums Leben. Sterbend lässt er „seinen Sohn“ (der ja nicht seiner ist) schwören, seinen Tod zu rächen und den Wilddieb zu richten.
Zeitgleich entspinnt sich eine weitere Geschichte. Frau Keller, heruntergekommene Kellnerin in einer ebensolchen Spelunke, lässt sich angesichts der anstehenden Mutterschaft von ihrem reichsten Verehrer 5000 Mark schenken und erreicht überdies, dass ihr Arbeitgeber (mit dem sie offensichtlich auch mal etwas hatte), ihr weitere 3000 Mark überlässt. Mit diesem Geld als eine Art Aussteuer geht sie zu dem Hausdiener der Kaschemme, der sich für diese Summe dazu bereit erklärt, die Vaterschaft des Kindes anzuerkennen. Beide heiraten, und das geborene Mädchen wird den Namen Käthe Keller tragen. Käthes Eltern haben sich ein mondänes, hochprofitables Sporthotel aufgebaut, in dem tout le monde, also die Welt der Schönen, Reichen und Berühmten, verkehrt. Als Käthchen im heiratsfähigen Alter ist, sorgt die skrupellose Mutter dafür, dass Käthe sich an den dort urlaubenden Fürstensohn Ottokar ranschmeißt, in der Hoffnung, einen vorzeigbaren Schwiegersohn zu bekommen. Der Erbprinz ist nämlich hoch verschuldet und steht, Wechsel belegen dies, bei Mutter und Vater Keller ordentlich in der Kreide. Frau Keller denkt sich: Wir haben das Geld, du den Titel. Warum vereinigen wir nicht beides, indem der Erbprinz unsere Tochter heiratet?
Käthe Keller hat in der Zwischenzeit eine gute Erziehung genossen und ist ins Sporthotel der Eltern zurückgekehrt. Sie gilt als kokett, weiß mit ihren Reizen nicht zu geizen und flirtet, was das Zeug hält. Auch Fürstensohn 1 (legitim) und Fürstensohn 2 (illegitim) sind, wie es der Zufall so will, im Hotel zugegen und machen der jungen Dame schöne Augen. Der vorgebliche Förstersohn ist in aufrichtiger Liebe zu Käthe entbrannt, und diese ermutigt ihn, bei ihren Eltern um ihre Hand anzuhalten. Doch die Eheleute haben ein höheres Ziel im Sinn: wenn schon Schwiegersohn, dann möge es doch bitte der als solcher auch bekannte Fürstensohn sein. Darunter macht man‘s nicht, und so wird Franz Petrows Antrag abgeschmettert. Bei Käthe setzen sich derweil die schlechten Gene der Mutter durch, und sie beginnt eine Liebschaft mit dem Erbprinzen und lässt sich von ihm schwängern. Käthe und er lassen nun keine Gelegenheit aus, es miteinander zu treiben, und die junge Frau heuchelt Trauer vor, als Förstersohn Petrow ihr mitteilt, dass ihre Eltern sein Heiratsgesuchen bedauerlicherweise zurückgewiesen hätten. Käthe ist ein Luder durch und durch. Für tagsüber hält sie sich Franz warm, der ihr versprechen muss, sie niemals nachts aufzusuchen, und beide huschen durch die Betten. Nachts ist dann Prinz Ottokar mit seinem unstillbaren Sexualtrieb dran, aber davon darf wiederum der ehrlich liebende Förstersohn natürlich nichts wissen.
Dem grausamen Spiel mit Franzens Gefühlen macht erst ein Dienstbote ein Ende, als dieser ihm die wahren Gründe steckt, warum nächtens die Käthesche Kammer zur Tabuzone erklärt worden sei. Zornig vor Eifersucht, dringt Franz beim Tête-à-Tête seiner Geliebten mit dem Erbprinzen in Käthchens Kammer ein. Die entschwindet halbnackt, während Franz mit geladener Waffe den Erbprinzen zu meucheln gedenkt. Doch auch als illegitimer Fürstensohn hat man Stil, und so fordert Franz seinen Nebenbuhler Ottokar standesgemäß zu einem Duell heraus. Zeitgleich erhält Käthes Ziehvater die Nachricht, dass er all sein Vermögen verloren habe und erleidet infolgedessen einen Schlaganfall. Als der im Sterben liegende Mann von Käthe fordert, sich schnellstmöglich reich oder doch zumindest adelig zu verheiraten, lacht diese ihn nur aus: Er könne ihr überhaupt nichts vorschreiben, schließlich sei er ja gar nicht ihr leiblicher Vater. Franz ist nun in das Zimmer seines Nebenbuhlers vorgedrungen und wird dabei von einem der fürstlichen Bediensteten erschossen. Der alte Fürst, der weiß, dass Franz sein Sohn aus der Beziehung mit der Hofdame war, klärt seinen anderen Sohn auf, dass man seinen Halbbruder erschossen habe. Weinend bricht der Erbprinz über dem Leichnam Franzens zusammen. Käthe Kellers Mutter wird derweil wegen Dokumentenfälschung verhaftet. Käthe, die all das Kellersche Barvermögen zusammenrafft, will sich mit Prinz Ottokar aus dem Staub machen, um sich fortan in Monte Carlo ganz dem süßen Leben hinzugeben. Durch eine Unachtsamkeit geraten erst ihre Kleider in Flammen, dann auch gleich das ganze Sporthotel, und Käthe stirbt einen grausamen Flammentod.

## Produktionsnotizen
Die Liebschaften der Käthe Keller, auch (z. B. in Österreich) geführt unter dem Titel Der Liebesroman der Käthe Keller, entstand im Maxim-Film-Atelier in Berlins Blücherstraße 32, war ursprünglich 1970 Meter lang, verteilt auf fünf Akte und erhielt Jugendverbot. Der Film besaß 204 Zwischentitel und erlebte am 12. September 1919 seine Uraufführung in Berlins U.T. Kurfürstendamm. Angesichts der nahezu durchgehenden amoralischen Handlungsweisen fast sämtlicher Beteiligten an dieser Geschichte, wurde Die Liebschaften der Käthe Keller von der Filmoberprüfstelle am 26. Februar 1923 endgültig verboten. In der Begründung hieß es unter anderem: „Es bedarf keines Hinweises, dass der Inhalt des Bildstreifens schundmässig ist. Es kommt hinzu, dass der Film in vielen Bildfolgen lüsterne und unanständige Darstellungen bietet. Die Oberprüfstelle kam danach zu dem Ergebnis, dass der Bildstreifen geeignet sei, entsittlichend zu wirken. Er war danach zu verbieten.“ In Österreich lief der Film am 2. Januar 1920 an.
Die Bauten entwarf Hans Sohnle.

## Kritiken
„Die Exposition ist glänzend, führt in das Milieu jener gewissen- und skrupellosen Menschen, die auch das eigene Kind dem Mammon ausliefern und aus ihrem Körper Kapital zu schlagen suchen. Mit einem schrecklichen Ende fast aller handelnden Personen findet dieser Trugschluß ernüchternder, aber auch erschütternde Widerlegung. Vielleicht wird diese drastische Schilderung manches verbessern helfen – man möchte es hoffen. Gespielt wird hervorragend. (…) Stoff und Darstellung machen den Film zu einem ‚Reißer‘, der die Kinos überfüllen wird.“

Paimann’s Filmlisten resümierte: „Stoff, Photos, Spiel und Szenerie ausgezeichnet (ein Schlager I. Ranges).“